# Bacchus Marsh
Bacchus Marsh är en ort i Australien. Den ligger i kommunen Moorabool och delstaten Victoria, omkring 49 kilometer väster om delstatshuvudstaden Melbourne. Antalet invånare är 13 575.
Närmaste större samhälle är Melton, omkring 13 kilometer öster om Bacchus Marsh. 
Trakten runt Bacchus Marsh består i huvudsak av gräsmarker. Runt Bacchus Marsh är det ganska glesbefolkat, med 24 invånare per kvadratkilometer. Genomsnittlig årsnederbörd är 815 millimeter. Den regnigaste månaden är juni, med i genomsnitt 102 mm nederbörd, och den torraste är januari, med 27 mm nederbörd.